# الميثاق العالمي للأمم المتحدة
الميثاق العالمي للأمم المتحدة هي اتفاقية غير ملزمة للأمم المتحدة لتشجيع الشركات حول العالم لتبني الاستدامة والمسؤولية الاجتماعية، وتقديم تقرير عن تنفيذها. الميثاق العالمي للأمم المتحدة هو إطار عمل قائم على المبادئ للشركات، ويذكر عشرة مبادئ في مجالات حقوق الإنسان والعمل والبيئة ومكافحة الفساد. بموجب الميثاق العالمي، يتم الجمع بين الشركات مع وكالات الأمم المتحدة ومجموعات العمل والمجتمع المدني. يمكن للمدن الانضمام إلى الميثاق العالمي من خلال برنامج المدن.
يعد الميثاق العالمي للأمم المتحدة أكبر مبادرة للاستدامة المؤسسية في العالم بمشاركة 13000 مشارك من الشركات وأصحاب المصلحة الآخرين في أكثر من 170 دولة بهدفين: «تعميم المبادئ العشرة في أنشطة الأعمال حول العالم» و «تحفيز الإجراءات لدعم أهداف الأمم المتحدة الأوسع نطاقًا، مثل الأهداف الإنمائية للألفية وأهداف التنمية المستدامة». من أجل المضي قدمًا، فإن الميثاق العالمي للأمم المتحدة والموقعين عليه مستثمرون للغاية ومتحمسون لدعم العمل نحو أهداف التنمية المستدامة.
تم الإعلان عن الميثاق العالمي للأمم المتحدة من قبل الأمين العام للأمم المتحدة آنذاك كوفي عنان في خطاب أمام المنتدى الاقتصادي العالمي في 31 يناير 1999، وتم إطلاقه رسميًا في مقر الأمم المتحدة في مدينة نيويورك في 26 يوليو 2000. يعمل مكتب الاتفاق العالمي على أساس التفويض الذي حددته الجمعية العامة للأمم المتحدة كمنظمة «تعزز الممارسات التجارية المسؤولة وقيم الأمم المتحدة بين مجتمع الأعمال العالمي ومنظومة الأمم المتحدة.» الميثاق العالمي للأمم المتحدة هو عضو مؤسس في مبادرة الأمم المتحدة لبورصات الأسهم المستدامة (SSE) إلى جانب مبادئ الاستثمار المسؤول (PRI) ومبادرة تمويل برنامج الأمم المتحدة للبيئة (UNEP-FI) ومؤتمر الأمم المتحدة للتجارة والتنمية (الأونكتاد).